# Damernas 5 000 meter i hastighetsåkning på skridskor vid olympiska vinterspelen 2014
Damernas 5 000 meter i hastighetsåkning på skridskor vid olympiska vinterspelen 2014 hölls på anläggningen Adler Arena skridskocenter, i Sotjis olympiska park, Ryssland, den 19 februari 2014 kl 17:30 lokal tid.

## Rekord
Inför tävlingen gällde följande världs- och olympiskt rekord
| Världsrekord     | Martina Sáblíková (CZE) | 6:42,66 | Salt Lake City, USA | 18 februari 2011 |
| Olympiskt rekord | Claudia Pechstein (GER) | 6:46,91 | Salt Lake City, USA | 23 februari 2002 |

## Medaljörer
| Gren        | Guld                    | Guld    | Silver           | Silver  | Brons                   | Brons   |
| 5 000 meter | Martina Sáblíková (CZE) | 6:51,54 | Ireen Wüst (NED) | 6:54,28 | Carien Kleibeuker (NED) | 6:55,66 |

## Resultat
| Placering | Par | Bana | Namn              | Land          | Tid     | Tid bakom | Noteringar |
| --------- | --- | ---- | ----------------- | ------------- | ------- | --------- | ---------- |
| 1         | 7   | O    | Martina Sáblíková | Tjeckien      | 6:51,54 | —         | 'TR        |
| 2         | 7   | I    | Ireen Wüst        | Nederländerna | 6:54,28 | +2,74     |            |
| 3         | 5   | O    | Carien Kleibeuker | Nederländerna | 6:55,66 | +4,12     |            |
| 4         | 6   | O    | Olga Graf         | Ryssland      | 6:55,77 | +4,23     |            |
| 5         | 8   | O    | Claudia Pechstein | Tyskland      | 6:58,39 | +6,85     |            |
| 6         | 8   | I    | Yvonne Nauta      | Nederländerna | 7:01,76 | +10,22    |            |
| 7         | 3   | O    | Mari Hemmer       | Norge         | 7:04,45 | +12,91    |            |
| 8         | 4   | I    | Stephanie Beckert | Tyskland      | 7:07,79 | +16,25    |            |
| 9         | 3   | I    | Anna Chernova     | Ryssland      | 7:08,71 | +17,17    |            |
| 10        | 2   | O    | Shoko Fujimura    | Japan         | 7:09,65 | +18,11    |            |
| 11        | 1   | O    | Bente Kraus       | Tyskland      | 7:10,65 | +19,11    |            |
| 12        | 6   | I    | Shiho Ishizawa    | Japan         | 7:11,54 | +20,00    |            |
| 13        | 5   | I    | Masako Hozumi     | Japan         | 7:12,42 | +20,88    |            |
| 14        | 2   | I    | Ivanie Blondin    | Kanada        | 7:20,10 | +28,56    |            |
| 15        | 1   | I    | Katarzyna Wozniak | Polen         | 7:28,53 | +36,99    |            |
| 16        | 4   | O    | Maria Lamb        | USA           | 7:29,64 | +38,10    |            |

TR = banrekord